# Střední Vietnam

Oblasti Vietnamu, kde střední Vietnam tvoří
severní centrální pobřeží
jižní centrální pobřeží
centrální vysočina

Střední Vietnam (vietnamsky Trung Bộ nebo miền Trung), také známý jako centrální Vietnam, je název pro centrální část Vietnamu, dříve známou jako Trung Phần v Jižním Vietnamu, Trung Kỳ a Annam pod Francouzskou Indočínou. Střední Vietnam je jeden ze tří geografických regionů Vietnamu, zbývající dvě části jsou region severního Vietnamu (Bắc Bộ) a region jižního Vietnamu (Nam Bộ).
Název Trung Bộ použil král Bảo Đại, když v roce 1945 zavedl vyšší správní úroveň než provincie, místo Trung Kỳ, který připomínal francouzskou okupaci. Tento název byl oficiálně používán vládou Vietnamské demokratické republiky a je populární i dnes.

## Správa
Střední Vietnam tvoří 3 administrativní oblasti, které zahrnují 19 administrativních jednotek první úrovně – 18 provincií (tỉnh) a jednu obec (thành phố trực thuộc trung ương):
| Administrativní kraj                             | Administrativní jednotky první úrovně (18 provincií a jedna obec)              | Rozloha (km²) | Počet obyvatel (tis.) | Hustota zalidnění (lidé/ km²) | Poznámky |
| ------------------------------------------------ | ------------------------------------------------------------------------------ | ------------- | --------------------- | ----------------------------- | --- |
| Severní centrální pobřeží (Bắc Trung Bộ)         | Ha Tĩnh Nghe An Quang Bình Quang Trị Thanh Hoa Hue†                            | 51 242,8      | 11 152,6              | 218                           | Zahrnuje pobřežní provincie v severní polovině úzké centrální části Vietnamu. Všechny se táhnou od pobřeží na východě až po Laos na západě.                                                                                                  |
| Jižní centrální pobřeží (Duyên hải Nam Trung Bộ) | Bình Dinh Binh Thuan Danang† Khanh Hoa Ninh Thuan Phu Yen Quang Nam Quang Ngai | 30 595,8      | 6 677,7               | 218                           | Zahrnuje pobřežní provincie v jižní polovině centrální části Vietnamu. Jedna z provincií sousedí s Laosem. |
| Centrální vysočina (Tây Nguyên)                  | Dak Lak Dak Nong Gia Lai Kon Tum Lam Dong                                      | 54 548,3      | 6 033 ,8              | 111                           | Zahrnuje horské provincie na západě jižního a centrálního Vietnamu. V regionu žije značný počet etnických menšin. Jedna provincie leží podél vietnamské hranice s Laosem a čtyři hraničí s Kambodžou (Kon Tum hraničí s Laosem i Kambodžou). |

^† Obec (vietnamsky thành phố trực thuộc trung ương)

## Místa ve středním Vietnamu

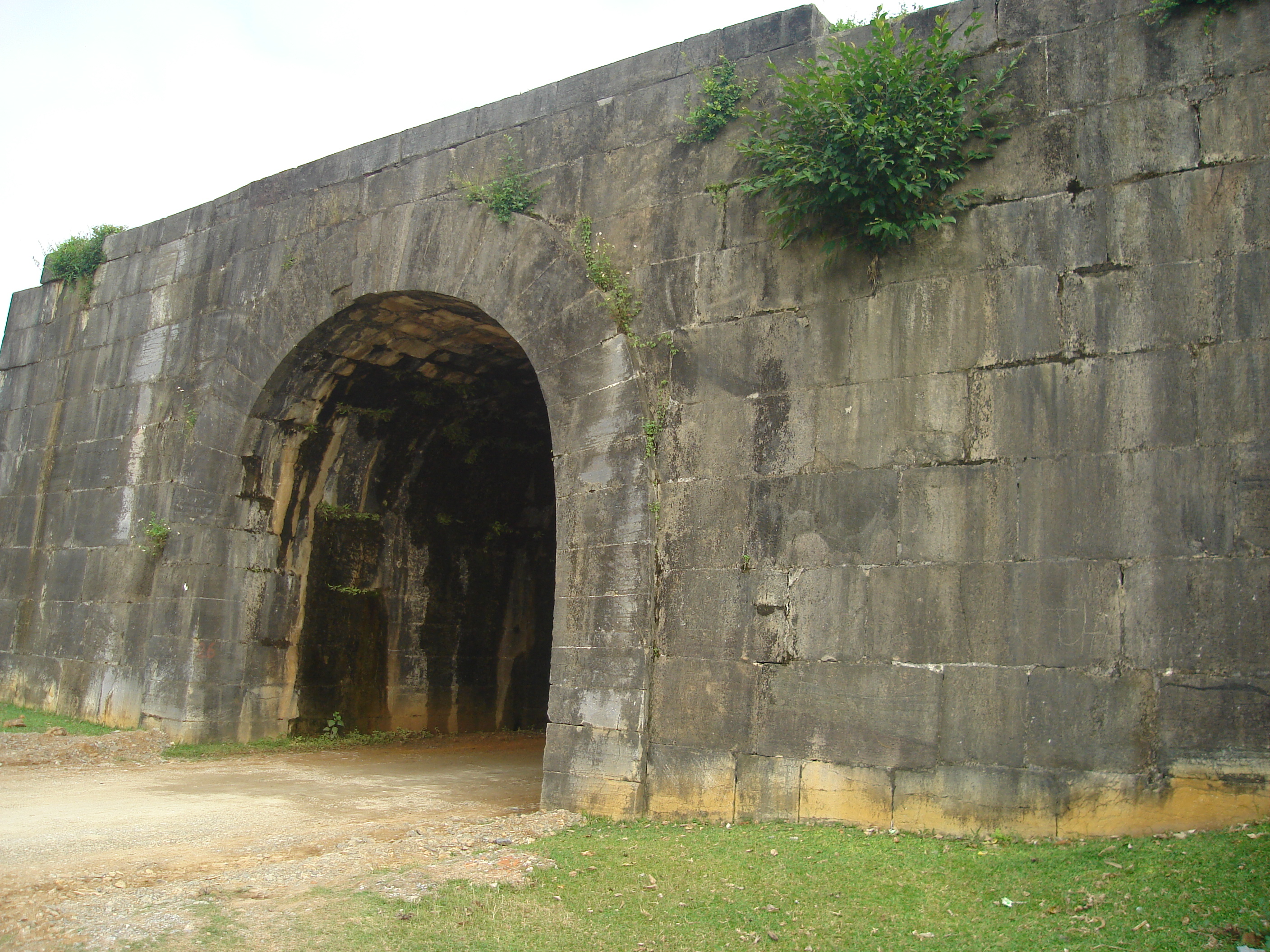
Citadela dynastie Ho v provincii Thanh Hóa.
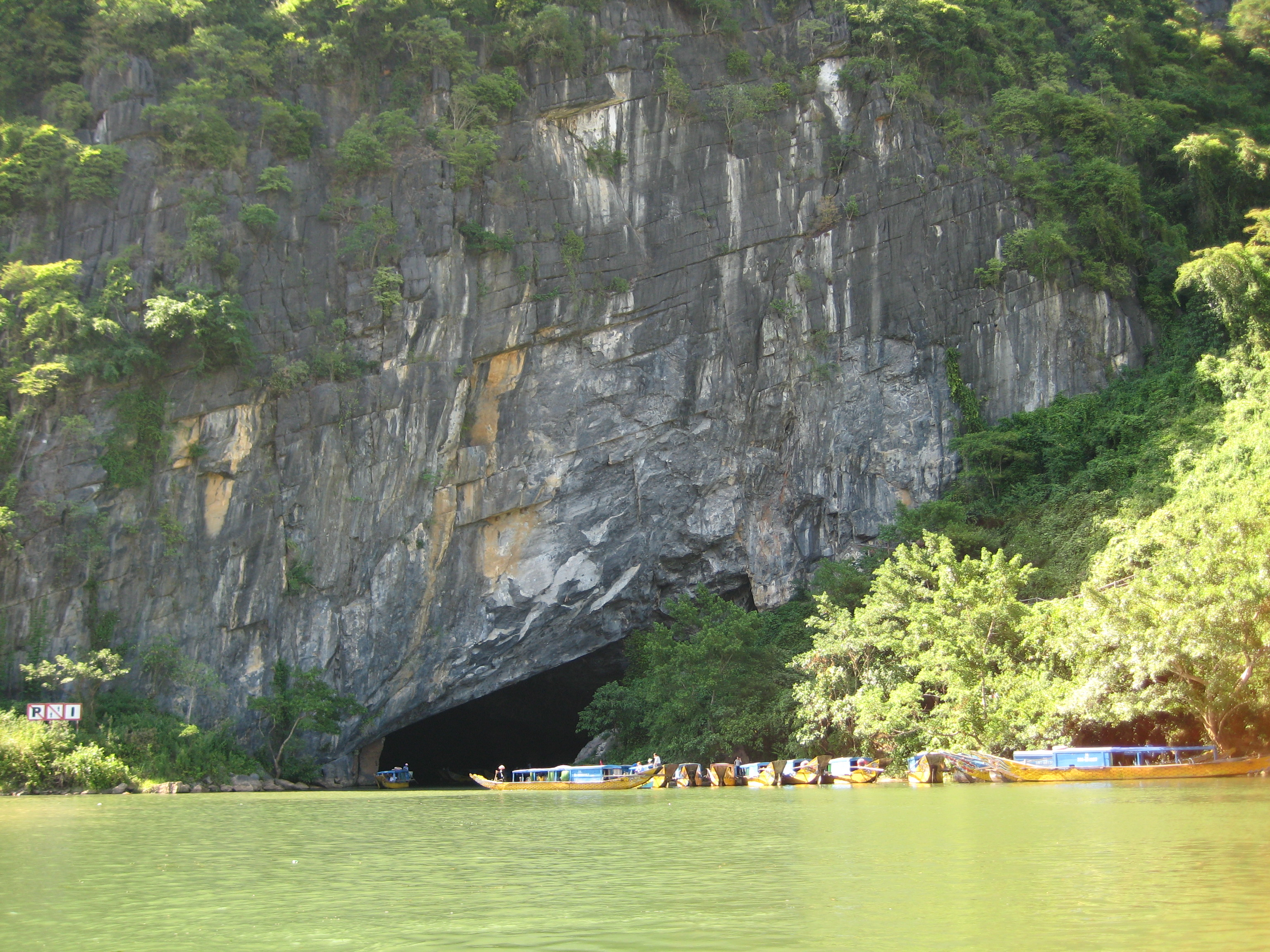
Národní park Phong Nha-Kẻ Bàng v provincii Quảng Bình.
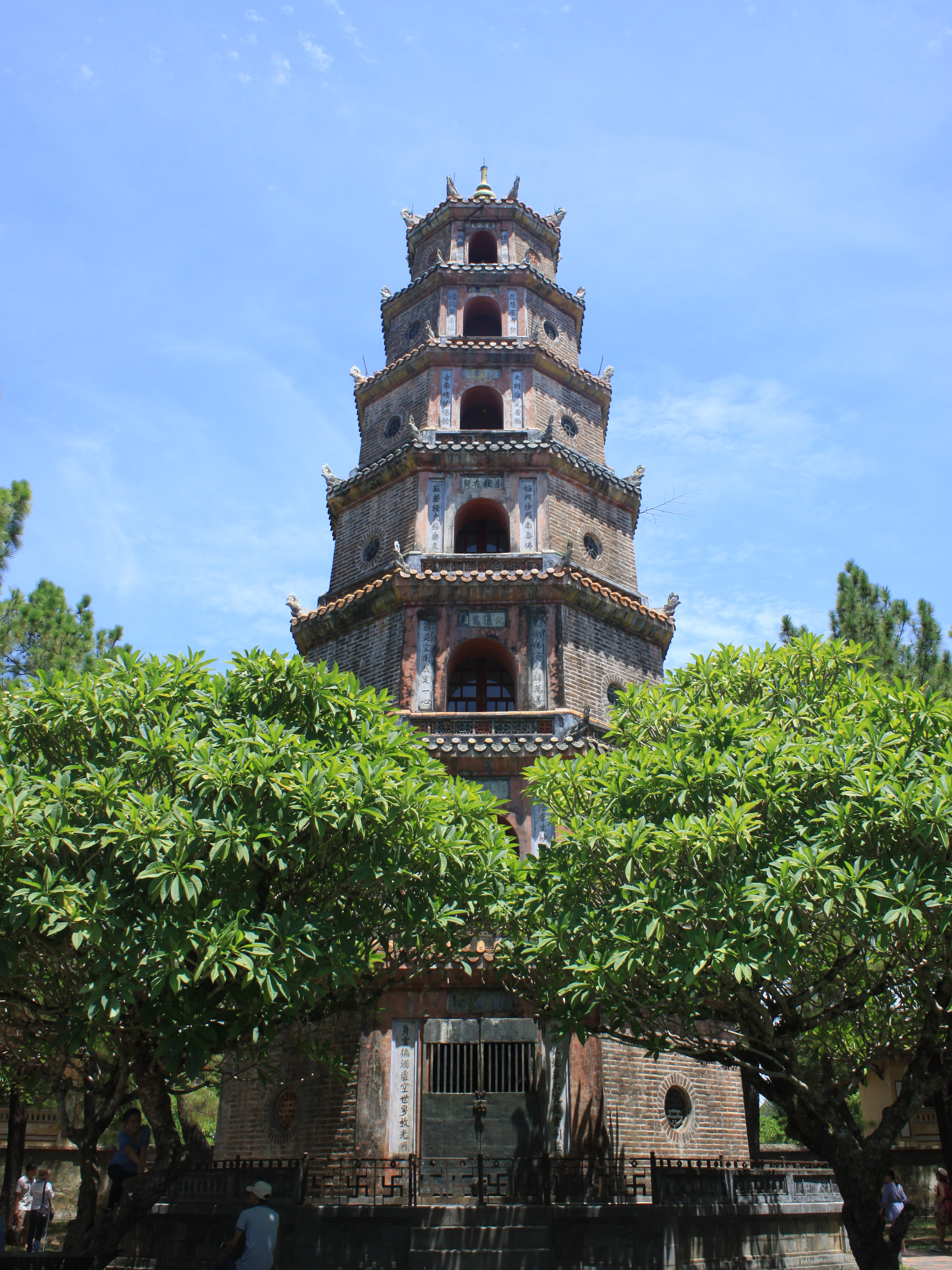
Pagoda Thien Mụ (Nebeské paní) v Hue.
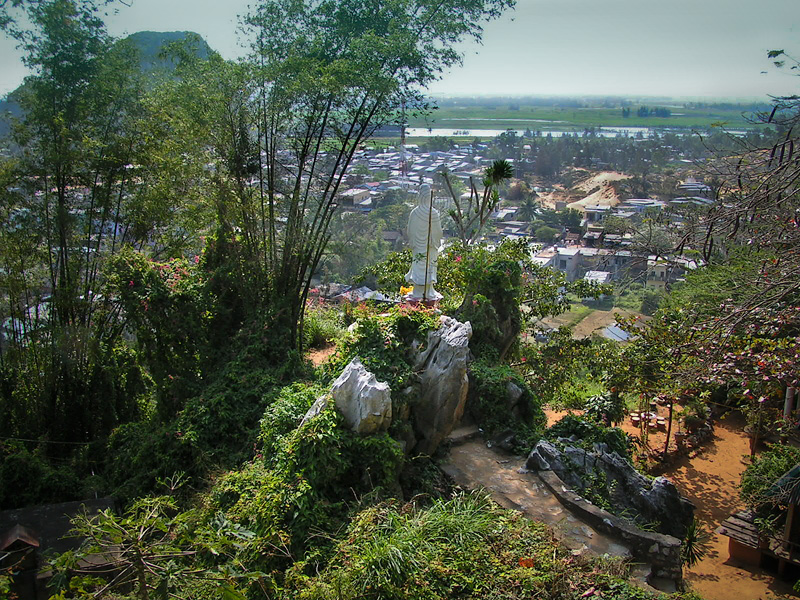
Mramorové hory ve městě Danang.
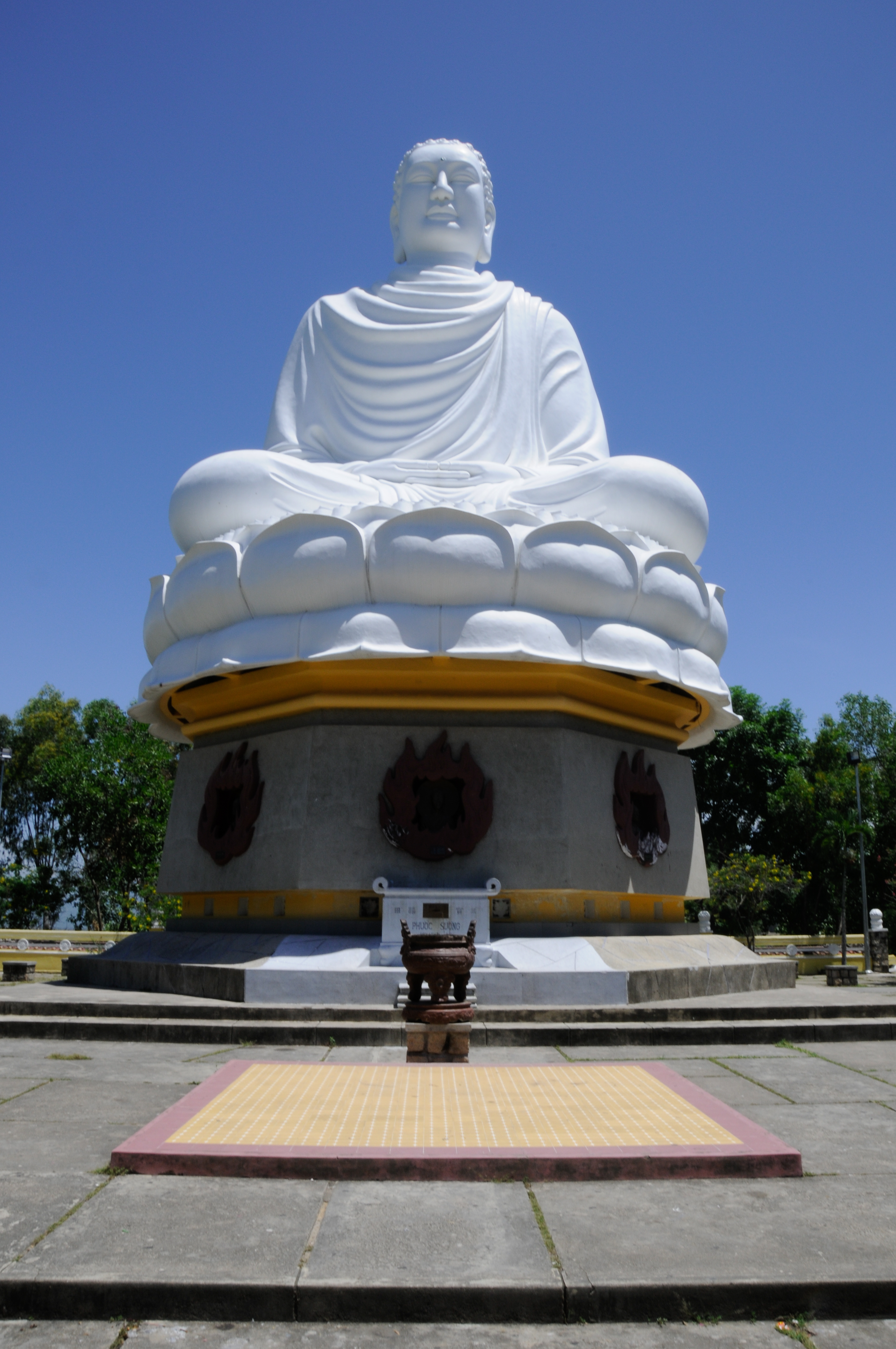
Pagoda Long Son v provincii Khanh Hoa.
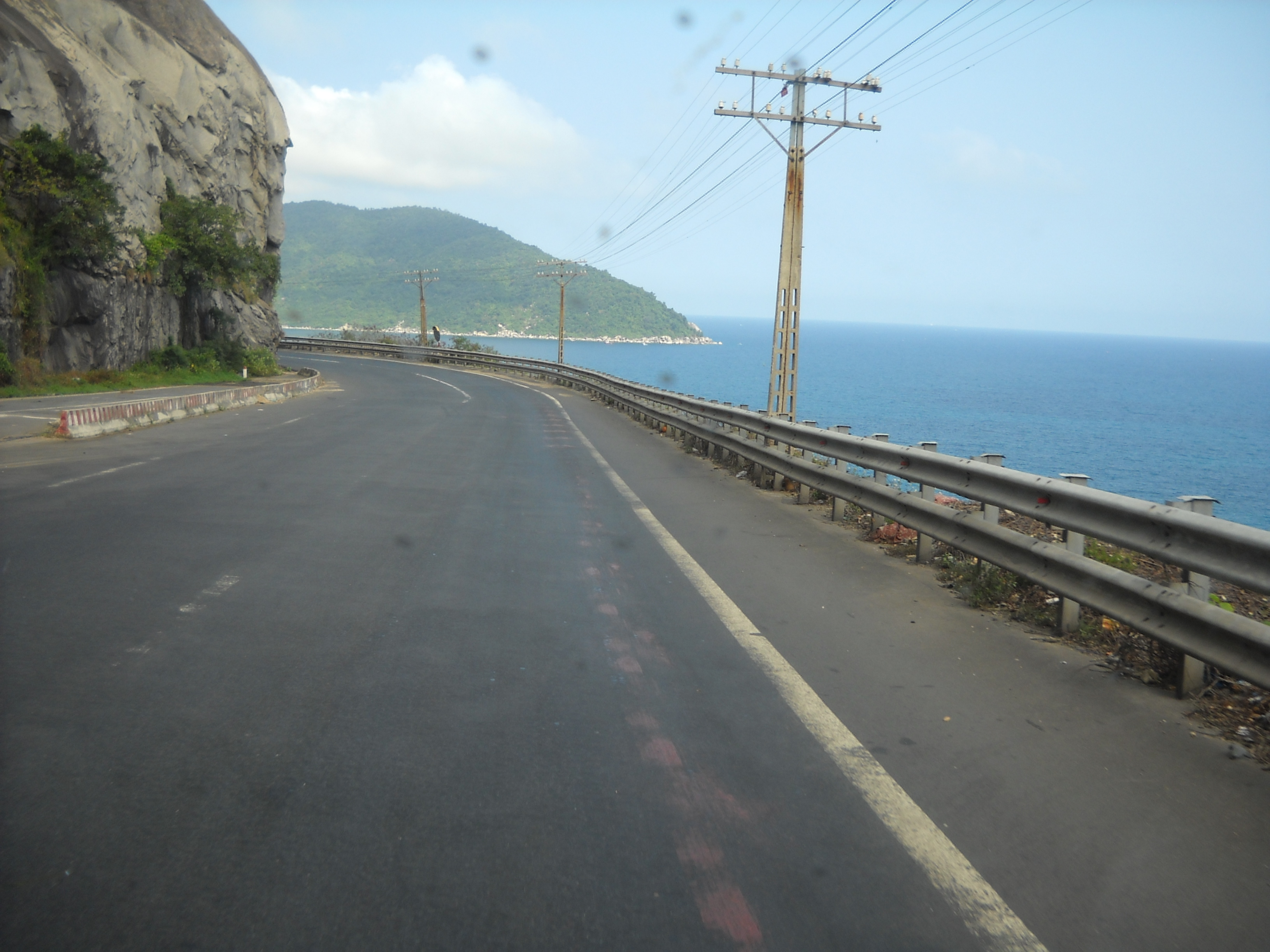
Průsmyk Deo Ca v provincii Khanh Hoa.
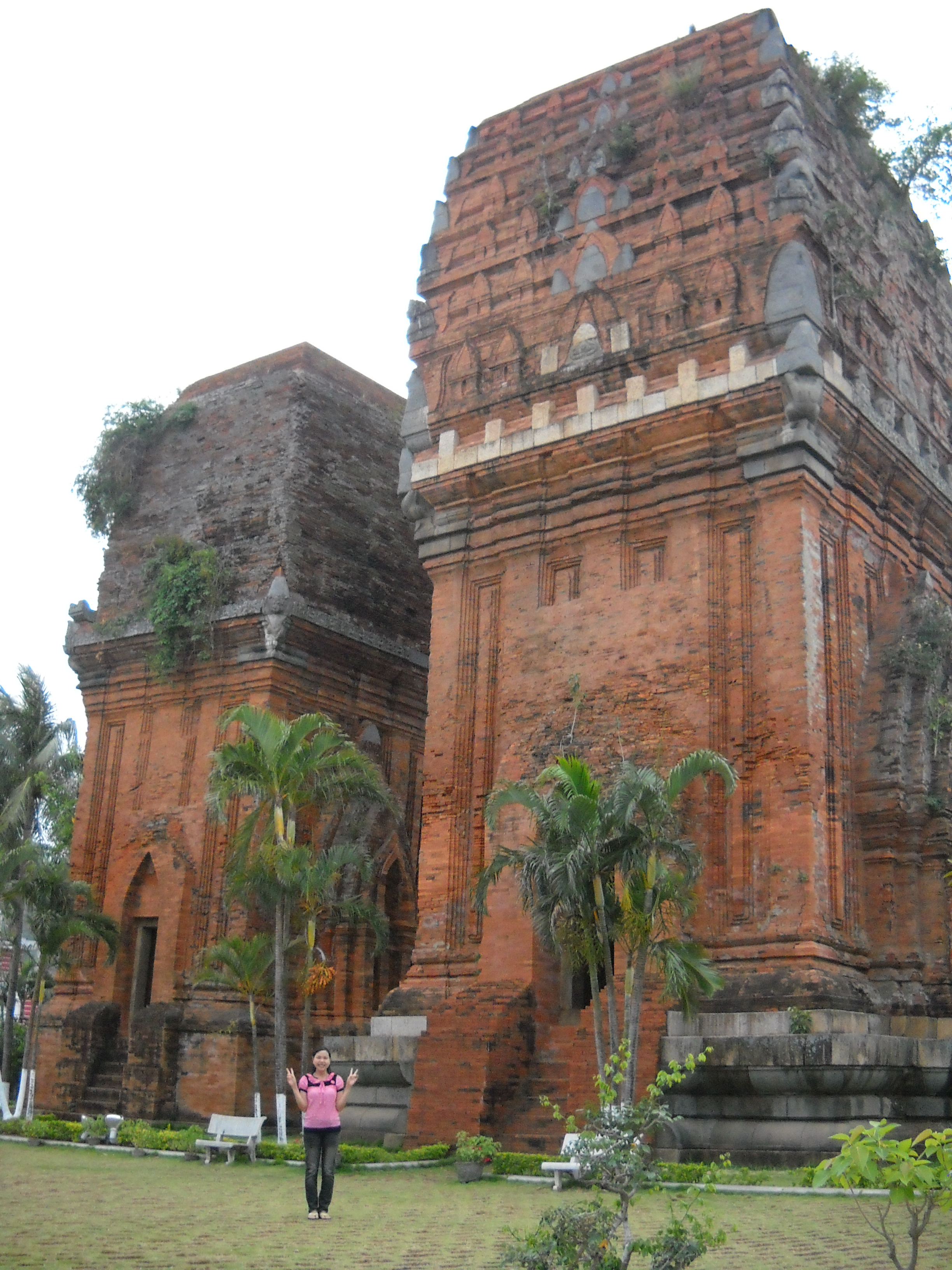
Věže Thap Doi etnické skupiny Cham ve městě Quy Nhon v provincii Bình Dịnh.
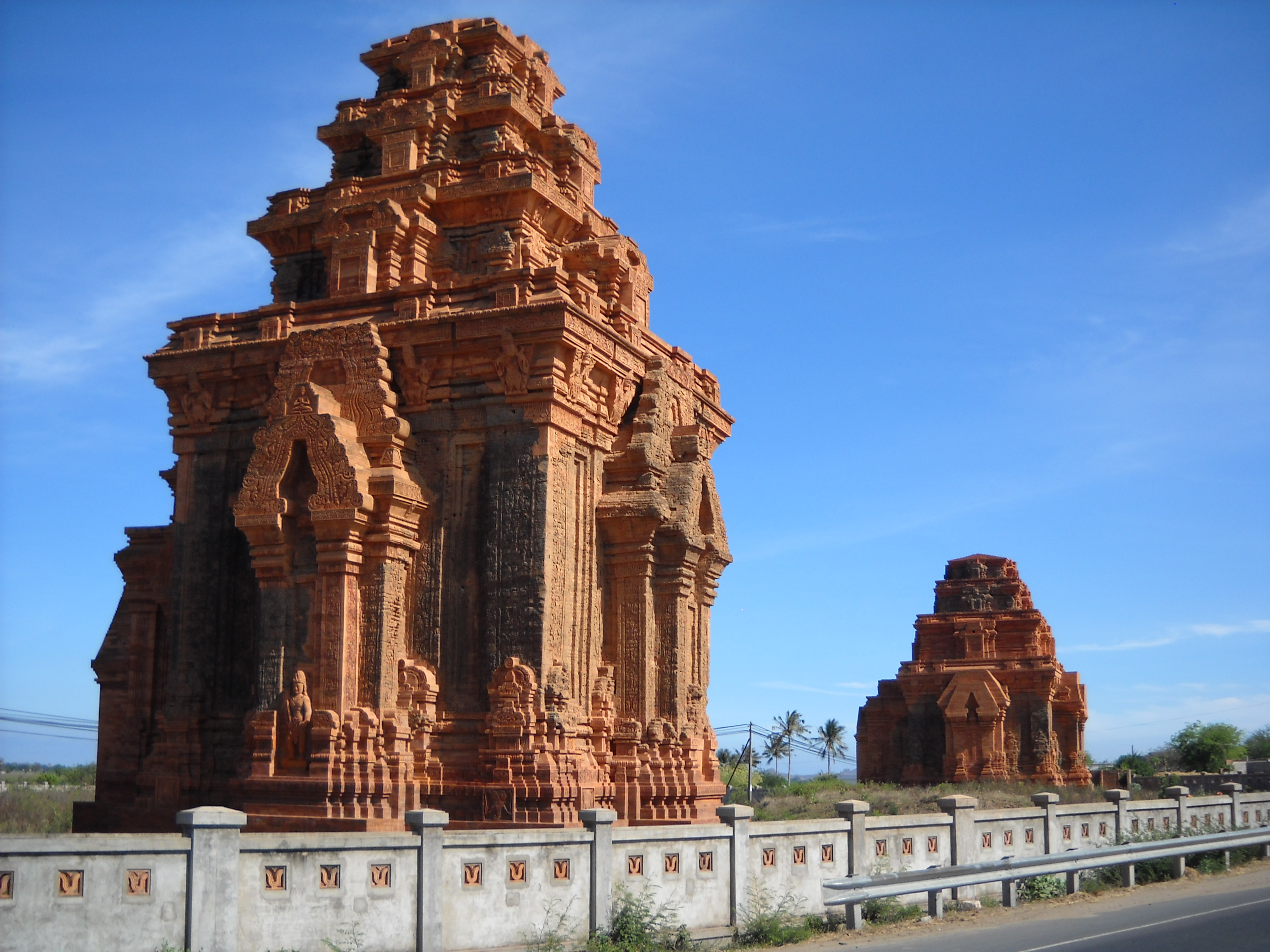
Věž Hoa Lai etnické skupiny Cham v Ba Thap, obec Bac Phong, okres Thuan Bac, provincie Ninh Thuan.
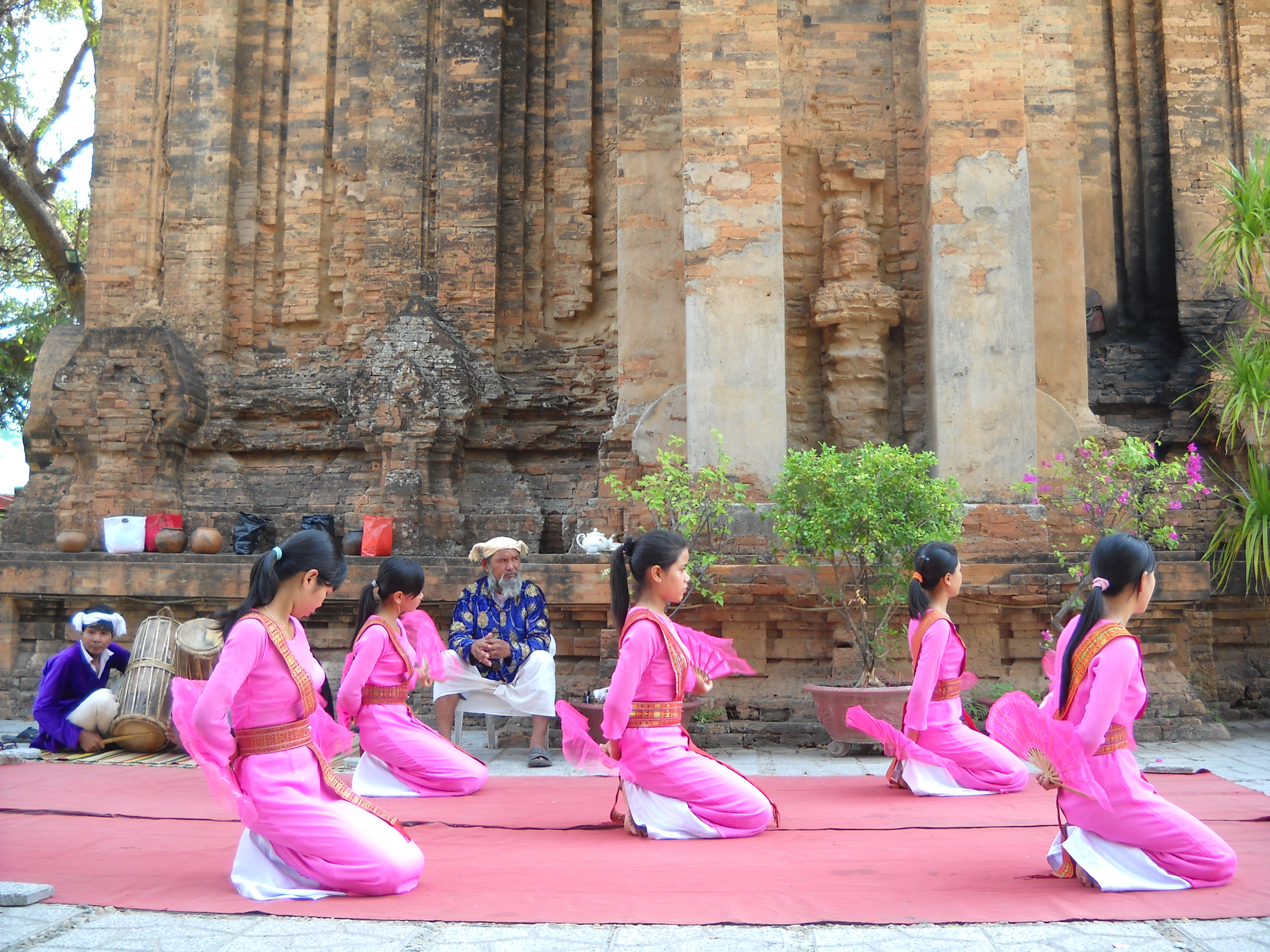
Dívky z etnické skupiny Cham v provincii Ninh Thuan předvádějí tradiční tanec na úpatí věže chrámu Kalan. Vlevo je hudebník hrající na buben Ginang.
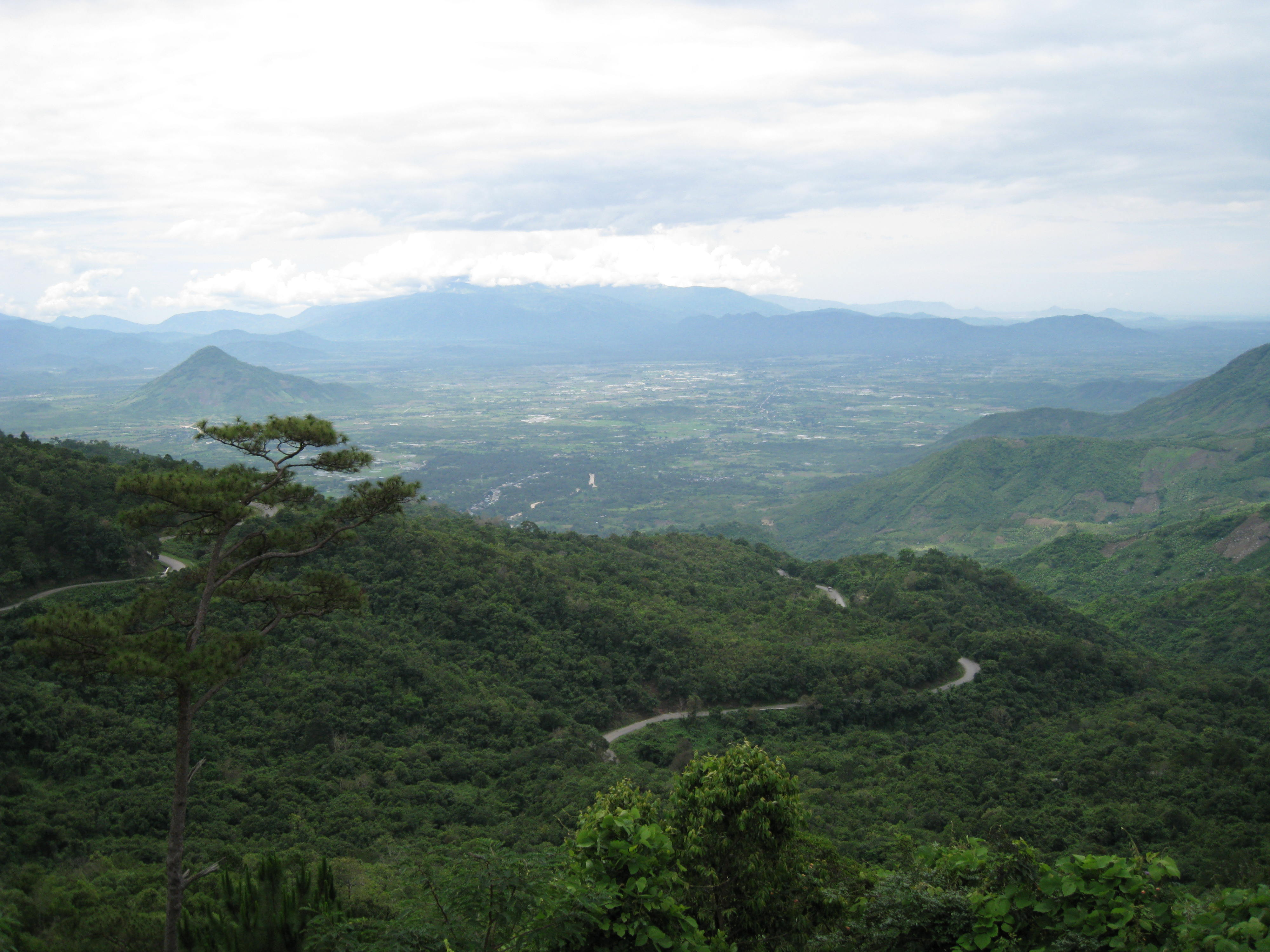
Průsmyk Ngoan Muc při pohledu na hranici provincií Lam Dong a Ninh Thuan.
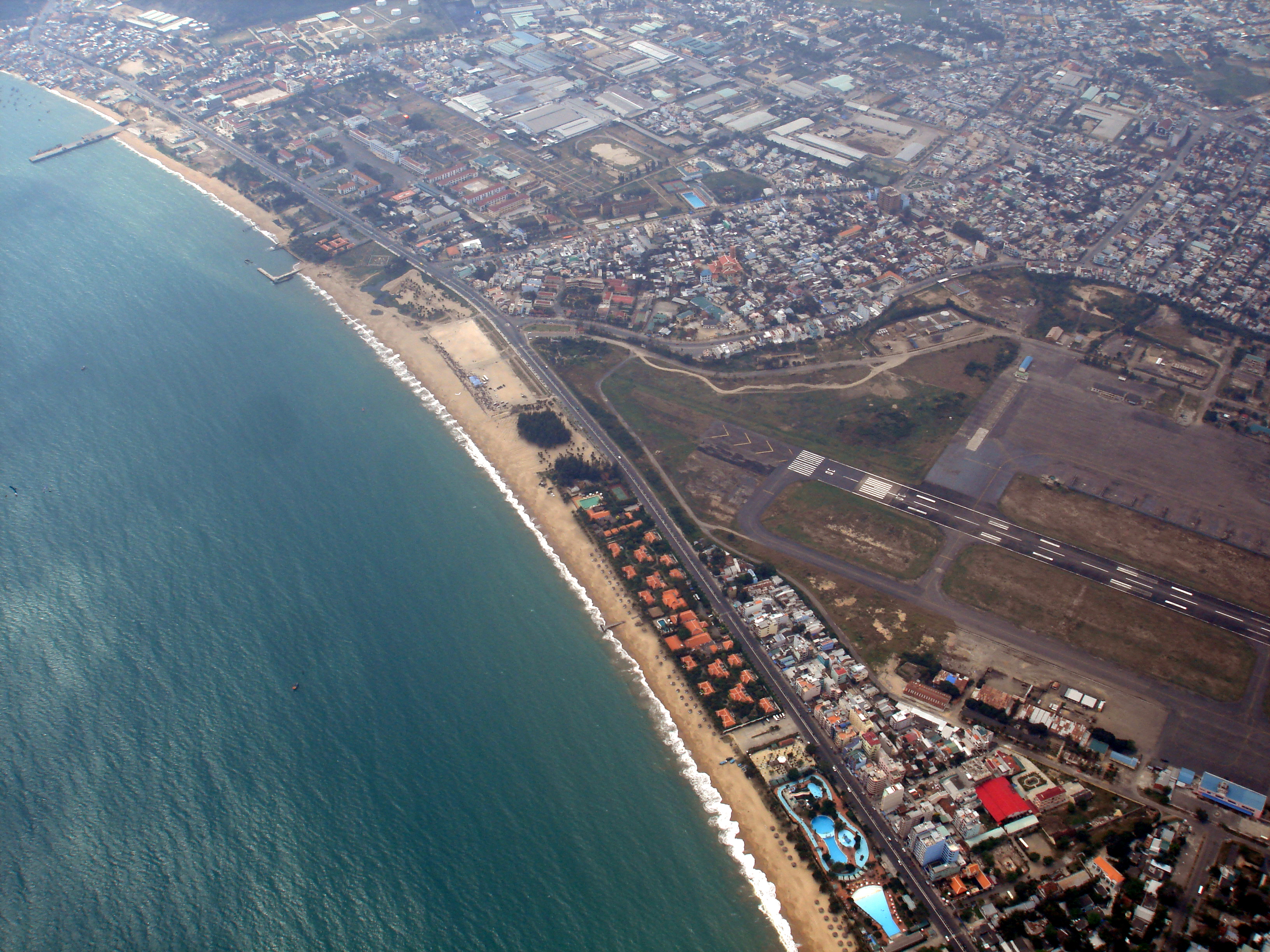
Pohled na hlavní město Nha Trang provincie Khanh Hoa.
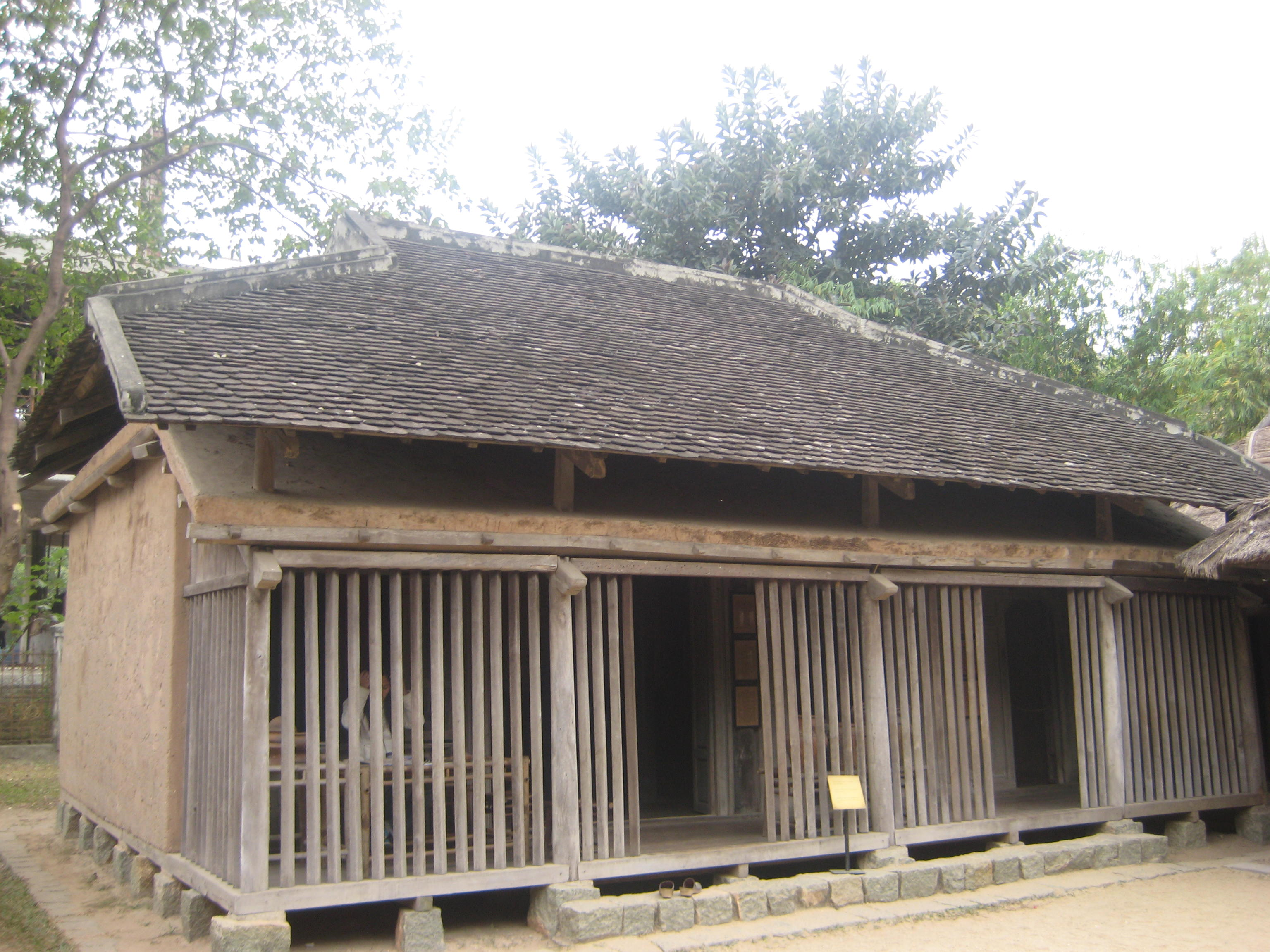
Přední část domu etnické skupiny Cham.
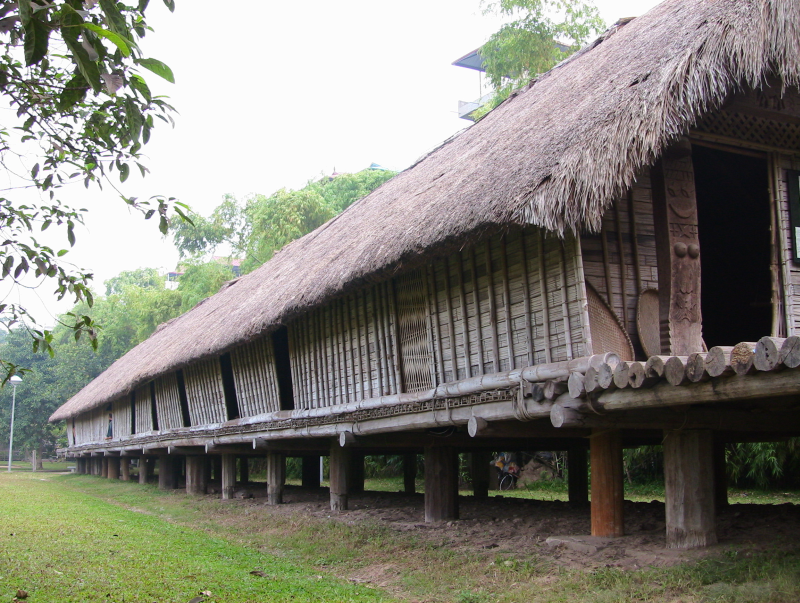
Dlouhý dům etnické skupiny E De.
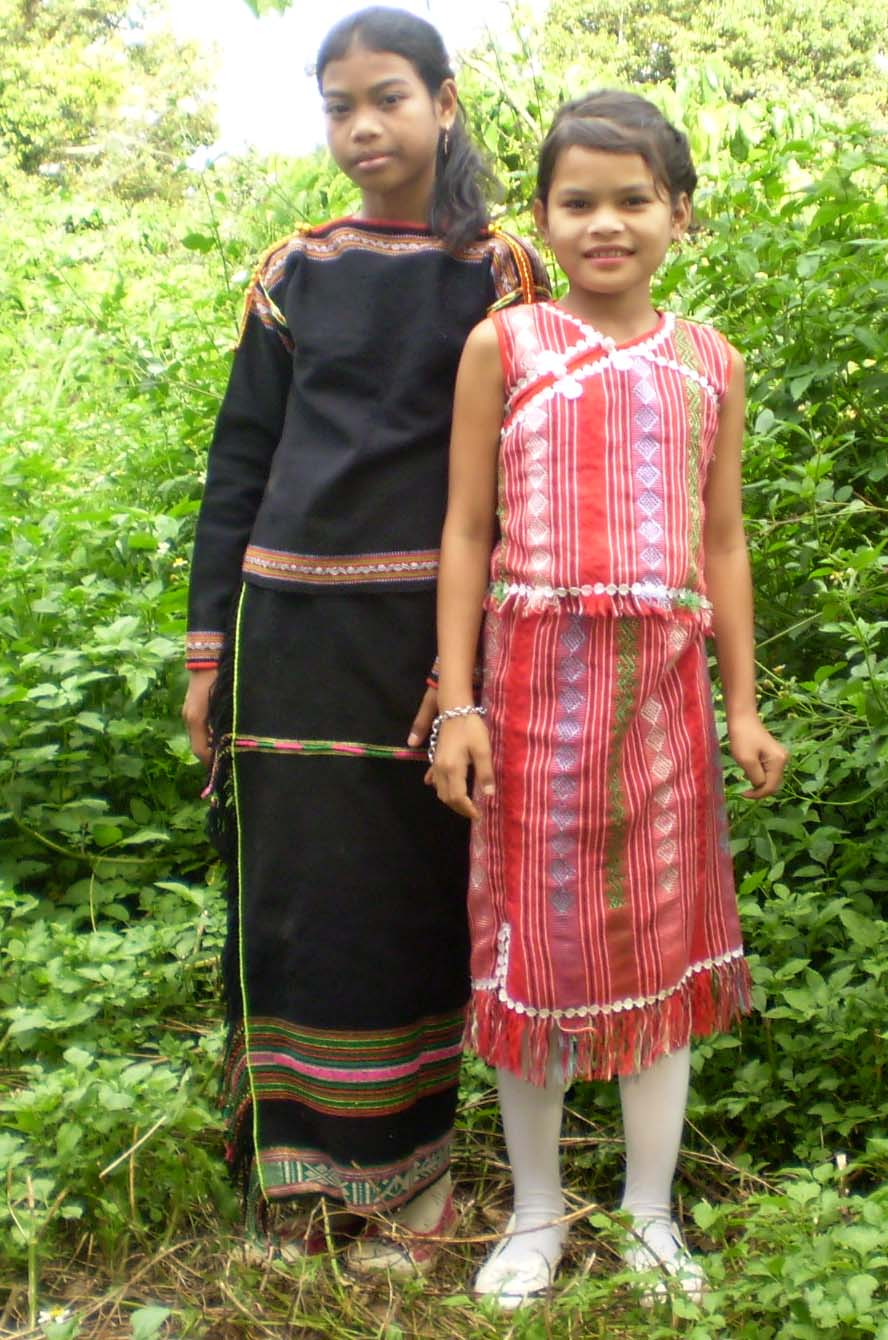
Děti etnické skupiny E De.
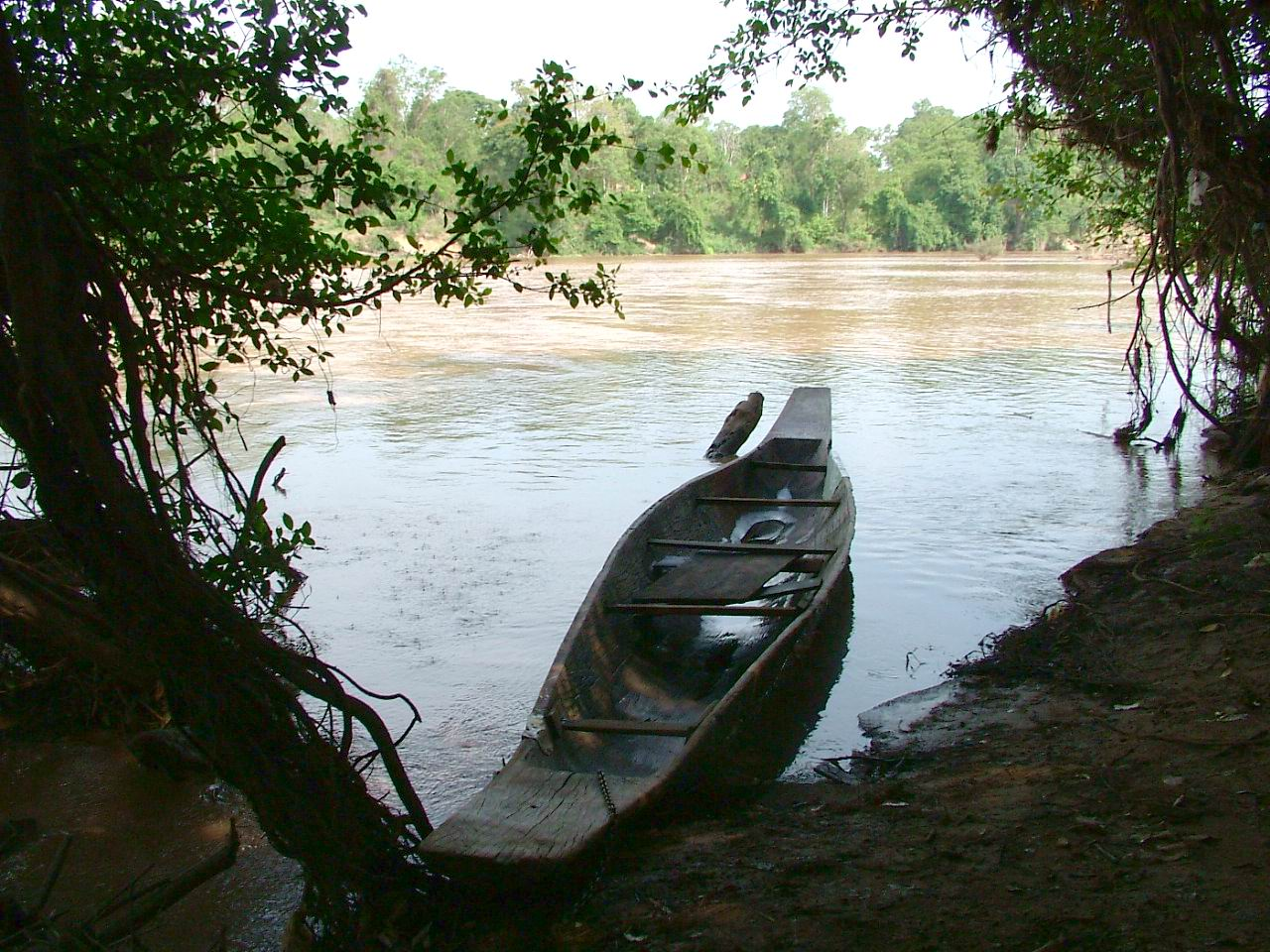
Kanoe etnické skupiny E De na břehu řeky Srepok v provincii Dak Lak.